# Федерико I да Монтефельтро
Федерико I да Монтефельтро (итал. Federico I da Montefeltro; ум. 1322) — граф Урбино с 1298 года, сеньор Кальи и Фано, итальянский кондотьер. Сын Гвидо да Монтефельтро, графа Урбино. Принадлежал к партии гибеллинов.

## Биография
В 1300 году вместе с Галассо да Монтефельтро, Уберто Малатеста (своими кузенами) и Угуччоне дела Фаджиола участвовал в войне с Перузой и битве при Губбио.
С 1302 года подеста Ареццо. Во главе войск этого города одержал победу над армией гвельфов Флоренции и Сиены в битве при Ченнине.
В 1305 году поступил на службу к папскому легату Наполеону Орсини. В том же году заключил военный союз со своим родственником Сперанцей да Монтефельтро, в который также вошли многие коммуны Марки.
В 1307 году одержал ряд побед над Малатеста в Марке и Романье.
В 1309 году назначен подеста Пизы. В том же году завоевал Анкону.
Благодаря военным успехам назначен капитаном императорской армии Генриха VII (1310). Во главе этой армии воевал с гвельфами в Тоскане и Умбрии.
В 1317 году изгнал папские войска из ряда коммун Урбино, Реканати и Фано.
В 1320 году — на службе епископа Ареццо Гвидо Тарлати.
В начале 1322 года вернулся в Урбино. Убит 26 апреля того же года в ходе народного восстания, организованного его врагами. По другой версии, был изгнан из города и вскоре умер.

## Семья
Имя и происхождение жены не известны. Сыновья (впервые упоминаются в хартии от 29 марта 1328):
- Галеаццо, граф Монтефельтро
- Сижинольфо (Нольфо) (ум. 1364), граф Монтефельтро.